# Roman (littérature)
Vous pouvez aider à l'améliorer ou bien discuter des problèmes sur sa page de discussion.
- Il peut contenir une synthèse inédite de sources non directement liées au sujet de l'article ou de sources primaires. Vous pouvez aider en ajoutant des sources secondaires centrées sur le sujet de l'article ou en supprimant le contenu problématique. (Marqué depuis février 2025)

Vous pouvez aider à l'améliorer ou bien discuter des problèmes sur sa page de discussion.
- Son texte doit être wikifié : il ne correspond pas à la mise en forme Wikipédia (style, typographie, liens internes, liens entre les wikis, etc.). (Marqué depuis février 2025)

Pour les articles homonymes, voir Roman.

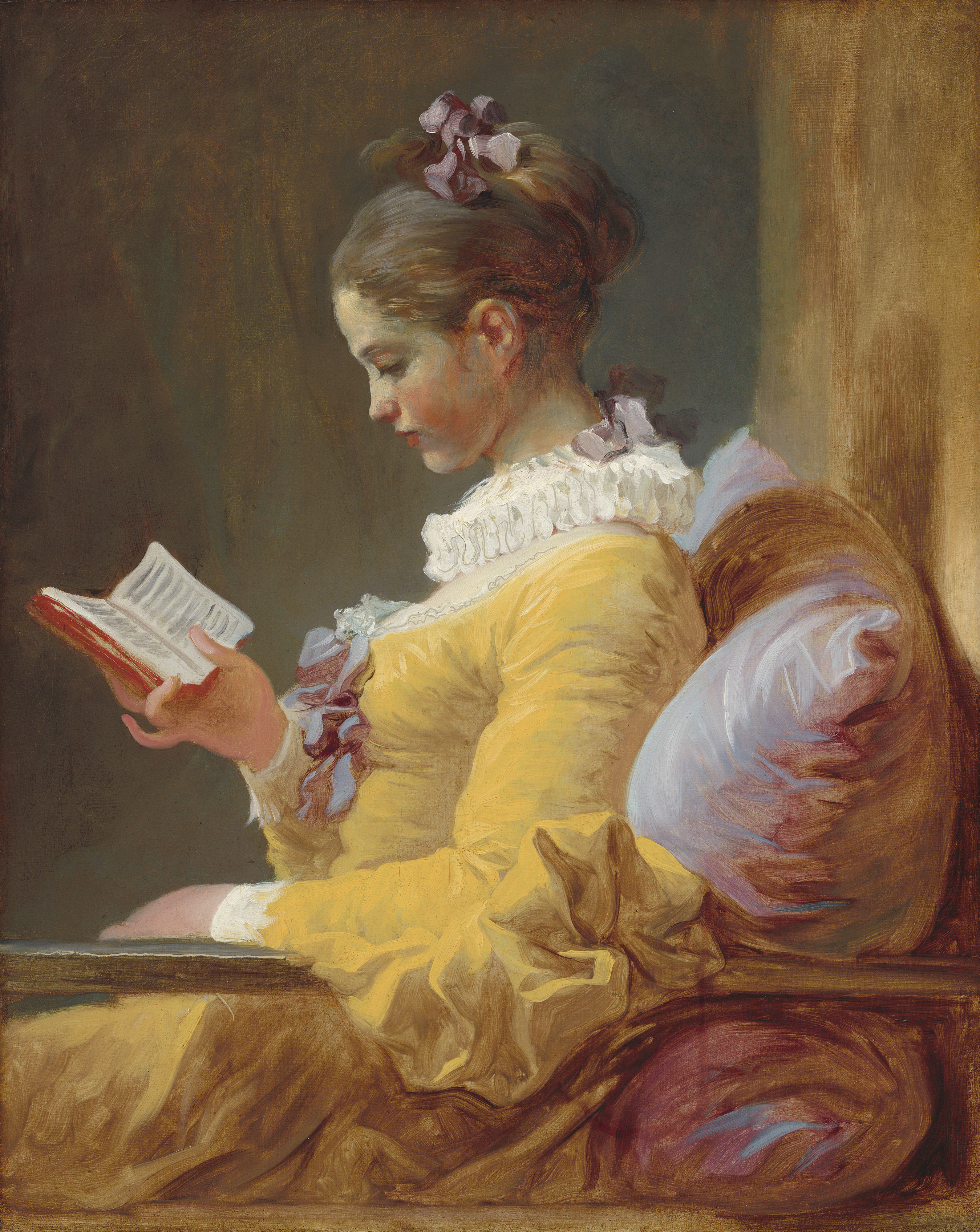
La Liseuse de Fragonard, vers 1770, conservée à la National Gallery of Art, Washington D.C.

Le roman est un genre littéraire caractérisé essentiellement par une narration fictionnelle et dont la première apparition peut être datée du XIIe siècle. Initialement écrit en vers qui jouent sur les assonances, il est écrit en prose dès le XIIe siècle et se distingue du conte ou de l'épopée par sa vocation à être lu individuellement et non écouté.
Dynamique au XVIIIe siècle, le roman devient le genre littéraire dominant à partir du xixe siècle et présente aujourd'hui un grand nombre de sous-genres.

## Nature du texte romanesque
La place importante faite à l'imagination transparaît dans l’adjectif « romanesque » qui renvoie à l'extraordinaire des personnages, des situations ou de l'intrigue. Le ressort fondamental du roman est alors la curiosité du lecteur pour les personnages et pour les péripéties, à quoi s'ajoutera par la suite l'intérêt pour un art d'écrire.
La diversité des tonalités littéraires présentes dans les romans est immense. Le roman, qui appartient au genre narratif, présente une grande diversité en matière de schéma narratif (l'enchaînement plus ou moins complexe des événements), de schéma actantiel (les différents rôles présents dans le récit), de statut du narrateur (distinct ou non de l'auteur), des points de vue narratifs ou encore de la structure chronologique. Genre polymorphe, le roman exploite aussi bien les différents discours (direct, indirect, indirect libre), la description (cadre spatio-temporel - portraits) que le récit proprement dit (péripéties), le commentaire ou l'expression poétique.
Le romancier Milan Kundera, dans son essai L'art du roman (Gallimard, 1986), explique le succès du roman par ses « vertus cardinales » comme « la multiplicité des points de vue qui, seule, peut faire écho à la complexité du réel et aiguiser la compréhension des actions humaines ; l’art de la composition, qui permet d’entrelacer à la narration les thèmes existentiels qui animent les personnages, sans oublier les "ego expérimentaux" que sont ces derniers et qui permettent au romancier d’examiner d’autant mieux l’existence qu’il occulte sa propre biographie. »
Le roman ne s'en est pas moins progressivement imposé depuis le XVIIIe siècle comme le genre dominant dans la littérature occidentale, en parallèle du développement de la notion d'individu et d'une réflexion non religieuse sur le sens de la vie et de l'Histoire, soutenu par la généralisation de l'apprentissage de la lecture par l'école et la diffusion imprimée. Le roman a ainsi supplanté le conte et l'épopée qui ont marqué davantage les traditions d'autres civilisations (persane notamment). Il existe toutefois au moins deux traditions romanesques non-européennes dont les caractéristiques présentent de fortes similitudes : le roman chinois et le roman japonais traditionnel.

## Origine du terme
« Roman » est un terme qui sert originellement à désigner une langue utilisée au Moyen Âge, la langue romane (de romanus (latin) signifiant « romain »), issue de la langue utilisée dans le Nord de la France, la langue d'oïl. Cette langue, née de l'évolution progressive du latin, supplante ce dernier dans le nord de la France.
Au Moyen Âge, l'usage du latin se cantonne aux textes écrits tandis que les communications orales se font en langue romane. Le latin n'étant connu que d'une minorité de la population, constituée essentiellement de religieux et de lettrés, il est alors nécessaire de transcrire ou d'écrire directement en langue romane certains textes afin de les rendre accessibles à un public plus large. Le terme « roman » est donc appliqué à tous les textes écrits en langue romane, qu'ils soient en prose ou en vers, et narratifs ou non, en opposition notamment aux textes officiels et sacrés. L'expression « mettre en roman », apparue vers 1150, signifie donc « traduire en langue vulgaire ».
Pour désigner les textes qui appartiennent au genre narratif, les termes estoire (qui a donné le mot « histoire ») et conte sont le plus souvent utilisés. Ainsi, Chrétien de Troyes écrit-il : « ore commencerai estoire ». Toutefois, le roman est vite utilisé par la littérature narrative et le terme se met à désigner progressivement un genre littéraire à part entière. Ainsi, dans Lancelot ou le Chevalier de la charrette, Chrétien de Troyes écrit-il : « puisque ma dame de Champagne veut que j'entreprenne un roman, je l'entreprendrai très volontiers ». Le terme commence alors à se rapprocher de son sens moderne, celui de récit fictif à épisodes centré autour d'un ou de plusieurs personnages.
Le roman a tout d'abord été le récit d'une aventure fantastique, comprenant un personnage idéal vivant une aventure idyllique elle-même.[réf. nécessaire]

## Genre littéraire

### Origines antiques
Les origines premières du roman peuvent remonter aux genres littéraires pratiqués dès l'Antiquité, comme l'épopée (l’Iliade, l’Odyssée d'Homère, l’Énéide de Virgile), les ouvrages historiques (d'Hérodote et de Thucydide), la tragédie et la comédie nouvelle (Ménandre, Térence) et même la poésie pastorale. 
Les romans de Chariton, d'Achille Tatius ou d'Héliodore d'Émèse sont les principaux représentants du genre à nous être parvenus. Certains romans grecs se rapprochent davantage de genres particuliers : Daphnis et Chloé de Longus est fortement influencé par la poésie bucolique grecque (Théocrite) et romaine (Virgile), tandis que les ouvrages de Lucien de Samosate, courts et humoristiques pour la plupart, empruntent davantage aux dialogues philosophiques et aux ouvrages d'histoire. L'un de ses ouvrages les plus connus, l’Histoire véritable, parodie les ouvrages d'histoire évoquant des peuples exotiques et les récits de voyages invraisemblables en multipliant les péripéties fantaisistes. Ces histoires ne sont pas encore qualifiées de « romans », mais tantôt d'histoires amoureuses, tantôt de drames, tantôt encore en employant le terme plasma (mot grec approchant notre concept moderne de fiction). Les commentateurs des premiers siècles apr. J.-C. caractérisaient ces histoires comme fictives mais vraisemblables, ce qui les plaçait à mi-chemin entre les histoires mythologiques, fictives et invraisemblables, et les ouvrages historiques, dépeignant des événements réels.
À l'époque romaine sont rédigés des romans antiques en langue latine, comme les Métamorphoses attribuées à Apulée ou le Satyricon attribué à Pétrone.
- Liste de romans de l'antiquité gréco-romane (de)

### Sources du roman médiéval
Jusqu'au XIIe siècle, les chansons de geste et la poésie lyrique dominent le paysage littéraire et narratif, mais progressivement, un genre nouveau fait son apparition : le roman. Bien que novateur et original, il puise pourtant de nombreux motifs dans les genres littéraires qui l'ont précédé. Il est novateur car il mêle les exploits guerriers de la chanson de geste, la vision amoureuse de la poésie lyrique et puise dans les légendes celtiques.

#### Poésie lyrique
La rupture littéraire amorcée par l'apparition du nouveau genre de la poésie lyrique ne doit pas pour autant masquer une large continuité dans les thèmes et les motifs évoqués par le roman. Il hérite en premier lieu des personnages stylisés de la poésie lyrique : la dame y est une femme mariée de condition supérieure à celle de son prétendant ; l'homme vassal est obéissant à la dame, il est timide et emprunté devant elle et le losengiers est un personnage fourbe, un traître en puissance. Il reprend également le thème de la fine amor, cet amour secret, sacré dans lequel la femme est divinisée, sacralisée. Il hérite aussi de la Reverdie. La Reverdie est un retour cyclique au printemps qui entraîne la contemplation de la dame par l'amant ainsi que son portrait élogieux fait d'association entre la beauté de la nature et celle de la femme. La sonorité est également une partie intégrante de la poésie lyrique, car la poésie ne peut se faire sans rimes et le lyrisme ne peut se séparer des sonorités, du rythme.
Cependant, le romancier ne reprend pas ces thèmes à l'identique, très souvent il les réactualise, les modifie et les dramatise. Mais surtout, il substitue une nouvelle figure à celle du poète amoureux. Le modus operandi de la séduction évolue : la femme ne se séduit plus par des paroles et des chansons mais par des actions. Le personnage du poète est remplacé par le chevalier hérité des chansons de geste.

#### Chanson de geste
Le héros de la chanson de geste tient ses traits du héros épique. Il est vaillant, brave, il sait manier les armes, il allie la franchise à la loyauté et à la générosité. Par-dessus tout, il sait préserver son honneur. Parmi les nombreux motifs hérités de la chanson de geste, notons celui de la description des armes du chevalier, de ses acolytes ou de ses ennemis, celui des combats et des batailles qui s'ensuivent ou bien encore ceux des embuscades, poursuites et autres pièges qui jalonnent le chemin du héros. On trouve également les scènes d'ambassade chères à la chanson de geste, les scènes de conseil entre un seigneur et ses barons ou encore le regret funèbre (lamentations sur un héros, un compagnon perdu) et la prière du plus grand péril.
Cependant, le roman s'éloigne sur plusieurs points de la chanson de geste :
- par sa forme tout d'abord : la chanson de geste est une suite de laisses assonancées psalmodiées par des jongleurs accompagnés de vielle. Le roman est bien écrit en vers mais ceux-ci sont organisés en couplets d'octosyllabes à rimes plates ;
- par l'auditoire ensuite : la chanson de geste est écoutée par des hommes installés dans la grande pièce du château alors que le roman est écouté dans la chambre des dames par des personnes plus raffinées et plus cultivées ;
- par la restriction de l'espace de la diégèse : on passe des immenses champs de bataille à des vergers ou à des champs, voire à de petites pièces ou des locus amoenus (lieu intime et paradisiaque où règne la dame).
- par les personnages : la chanson de geste met en scène les exploits guerriers d'un groupe, d'une armée face à une autre, chaque armée ayant plusieurs héros dans leurs rangs. Dans le roman, au contraire, les exploits sont réalisés par un personnage seul.

Les thèmes et les motifs pouvant être rencontrés dans le roman ne naissent donc pas ex nihilo. Le nouveau genre s'inspire largement de ceux qui l'ont précédé tout en procédant à de larges modifications et innovations.

### Trois matières
Au-delà des thèmes et des motifs exploités, les sujets traités par le roman se caractérisent par leur originalité et leur diversité. Il est toutefois possible de les rassembler en trois grands sujets (dits matières) :
1. la matière de Rome, ou antique a inspiré le Roman de Thèbes, le Roman d'Énéas, le Roman de Troie et le Roman d'Alexandre ;
2. la matière de France, récits de guerres et de prouesses militaires des Francs ;
3. la matière de Bretagne, la plus féconde, a inspiré tous les romans dits « arthuriens ».

La matière de Bretagne se développe à la cour d'Henri II Plantagenêt et de sa femme Aliénor d'Aquitaine ainsi qu'à la cour de la fille d'Aliénor, Marie de France, en Champagne. La matière de Bretagne est imprégnée des traditions et des légendes celtiques transmises oralement par les conteurs bretons et gallois. Bien que de nombreuses imprécisions demeurent sur son existence, Chrétien de Troyes apparaît comme l'auteur le plus représentatif et le plus innovant de cette matière de Bretagne. Son écriture se caractérise notamment par une attention particulière portée aux effets de structure (miroirs, parallèles, échos divers, correspondances entre des personnages ou des épisodes, etc.). Il innove également par le tour qu'il donne aux aventures de ses héros. Il les orne d'évènements imprévus et surprenants qui apparaissent souvent comme les signes du destin du chevalier. De plus, il lie étroitement ces aventures à la notion de quête. Celle-ci peut avoir pour objet un personnage disparu, un amour, une identité, une gloire ou une fin spirituelle. Ces quêtes prennent place dans un univers romanesque qui allie des éléments surnaturels et merveilleux à des effets de réel.

### En prose auXIIIesiècle
Avant le XIIIe siècle, à l'exception des textes juridiques, peu de textes étaient écrits en prose. Mais à la fin du XIIe siècle et au début du XIIIe siècle, la prose prend de plus en plus d'importance dans les textes narratifs. Deux raisons peuvent expliquer cette tendance. D'une part, la prose augmente probablement la crédibilité des aventures racontées, par assimilation à la fiabilité des textes juridiques. D'autre part, le passage à la prose marque également un changement dans la manière de lire : la lecture collective et orale est remplacée par la lecture individuelle. La découverte du papier et le développement de l'écrit de manière générale favorisent cette évolution. Et de ce fait, la versification en tant qu'artifice mnémotechnique est de moins en moins nécessaire. Ces romans en prose s'inspirent du modèle de la passion du Christ et se rapportent massivement au mythe du Graal ou du Saint Calice, comme le Lancelot en prose.

### Romans réalistes
Ces romans apparaissent conjointement au développement de la bourgeoisie et d'un esprit progressivement plus matérialiste. La redécouverte des textes d'Aristote accompagne ce renforcement du rationalisme au détriment d'une part de spiritualité et de merveilleux. Les deux Roman de la rose, celui de Guillaume de Lorris et plus encore celui de Jean Renart, comme Jehan et Blonde illustrent cette nouvelle orientation du genre. Les auteurs de ces romans choisissent de rester dans les limites du vraisemblable et rejettent le merveilleux arthurien. La géographie des lieux devient de plus en plus familière aux lecteurs, les personnages fictifs y rencontrent des personnages historiques (réels) et les héros choisis sont de plus en plus issus de milieux modestes et sont de moins en moins légendaires. Cependant, ce genre est marqué par un fort paradoxe : alors que la prose semble être la forme la plus adaptée à transcrire le réel avec crédibilité et que la majorité des romans sont désormais écrits en prose, ces romans réalistes continuent à être écrits en vers (couplets octosyllabiques). Conséquence ou non de ce paradoxe, ils disparaîtront progressivement devant le succès croissant des romans en prose.

## Naissance du roman moderne
À la Renaissance, avant qu’il se constitue en genre autonome, le roman est perçu comme un « proche parent » de l’épopée ; « [r]oman et épopée promettaient au lecteur un texte patriotique, plein de détails utiles concernant les aspects les plus variés du savoir humain et des prouesses d'armes ».

### Fondateurs
Le roman le plus ancien est le Genji monogatari (Le Dit du Genji), œuvre de la littérature japonaise attribuée à Murasaki Shikibu, écrit au début du onzième siècle. C'est aussi le premier roman psychologique et le plus ancien texte encore considéré comme un classique. Aujourd'hui reconnu universellement comme un chef-d'œuvre, le Dit du Genji exerça pourtant une influence très faible sur la littérature asiatique et occidentale.
Dans la littérature occidentale, on considère généralement que le roman moderne naît avec Chrétien de Troyes (auteur des premiers romans arthuriens, env. 1170-1190), Joanot Martorell (Tirant le Blanc, 1490), Rabelais (les Cinq livres, 1532-1564) puis Cervantès (Don Quichotte, 1605-1615). De façon caractéristique, ces deux derniers romans parodient le roman de chevalerie médiéval. À la langue noble et aux lieux communs du roman de chevalerie, ces auteurs opposent la diversité des langages de toute la société et un parti pris de réalisme, voire de trivialité.
Le roman de chevalerie n'est pas le seul modèle dont se sont inspirés les premiers romanciers modernes. La nouvelle médiévale (et plus particulièrement le Décaméron de Boccace) ainsi que la littérature et la farce populaire furent des sources également influentes. L'influence de la littérature chrétienne, notamment franciscaine, sur l'œuvre de Rabelais a été également notée[réf. incomplète].
Rabelais et Cervantès restent une référence constante de la littérature romanesque, et en particulier du courant du "roman hétérogène", qui se construit sur une multiplicité d'intrigues, de points de vue et de registres de langage, et qui débouche au XXe siècle sur le "roman pluraliste" théorisé par Vincent Message dans le prolongement des analyses de Mikhaïl Bakhtine.

### Roman baroque
Le roman baroque héroïque se développe au XVIIe siècle à la cour du roi de France. Inspiré du roman grec, c'est un roman sentimental et d'aventure, avec des accents champêtres (dans l'idylle) ou merveilleux. Deux amants sont séparés par le destin et se cherchent au cours d'aventures pleines de rebondissements imprévus lors desquelles leur amour et leur détermination sont mises à l'épreuve. Les amants se retrouvent à la fin ; leur amour est confirmé par les épreuves endurées. Les romans baroques sont des « romans-fleuves » très volumineux. Les dialogues amoureux y tiennent une place importante. On peut parler à ce propos d'une sorte de casuistique amoureuse (cf. la célèbre Carte de Tendre dans Clélie). Les personnages et les situations sont très stéréotypés. Les exemples les plus célèbres sont Le grand Cyrus de Georges et Madeleine de Scudéry, L'Astrée d'Honoré d'Urfé, Zayde de Madame de Lafayette.
Publié en préface de Zayde, le célèbre Traité de l'origine des romans de Pierre-Daniel Huet, pose un certain nombre de questions touchant au genre romanesque : que nous apprennent les œuvres de fiction d'une culture étrangère ou d'une période éloignée sur ses créateurs ? À quels besoins culturels de telles histoires répondent-elles ? Existe-t-il des bases anthropologiques fondamentales incitant à la création de mondes fictifs ? Ces œuvres de fiction ont-elles été divertissantes et instructives ? Se sont-elles contentées – ce qu'on pourrait supposer à la lecture des mythes antiques et médiévaux – de fournir un produit de remplacement à une connaissance plus scientifique, ou ont-ils constitué un ajout aux luxes de la vie appréciés par une culture particulière ? Ce traité, qui a créé le premier corpus des textes à discuter, a été le premier à montrer comment interpréter les œuvres de fiction. Véhiculé dans un certain nombre d'éditions et traductions, le Traité de Huet a obtenu une position centrale parmi les écrits traitant de la fiction en prose.

### Petit roman galant et historique
Dans la deuxième moitié du XVIIe siècle, on voit apparaître un nouveau type de roman qui s'oppose radicalement à l'esthétique du roman baroque. Il s'agit de « petits romans » très courts (par opposition aux milliers de pages du roman baroque), et d'un style résolument réaliste. Alors que le roman baroque se situait dans un passé mythique, ces romanciers empruntent leur sujet au passé historique. Dans le roman baroque, les aventures se déroulent entièrement dans la sphère de la vie publique. Dans le petit roman, c'est la sphère privée qui est mise au centre du récit. D'autre part ces petits romans s'opposent aux romans comiques par un ton sérieux et l'emploi d'un style élevé. Pour ces raisons, ces romans sont considérés comme marquant la naissance de la forme romanesque telle que nous la connaissons encore aujourd'hui.
Les exemples les plus significatifs sont la Princesse de Clèves de Madame de Lafayette (1678) et Dom Carlos de César Vichard de Saint-Réal (1672). Alors que le premier roman de Madame de Lafayette, Zayde (1670), était une « histoire espagnole », son deuxième roman révèle un caractère plus typiquement français. Aux histoires de fiers Espagnols se battant en duel pour venger leur réputation succède un roman français plus volontiers porté à l'observation minutieuse du caractère et du comportement humains. L'héroïne, tentée par un amour illicite, résiste non seulement à son désir, mais se rend plus malheureuse en avouant ses sentiments à son mari.

### Roman comique et picaresque
C'est avec la Vie de Lazarillo de Tormes, le célèbre récit espagnol anonyme paru en 1554, que commence la vogue du roman picaresque en Europe. Dans le roman picaresque, par le moyen d'un récit linéaire, un héros miséreux mais génialement débrouillard (le pícaro) traverse toutes les couches de la société au cours d'aventures pleines de rebondissements. L'accumulation d'épisodes souvent comiques dans une trame assez lâche inscrit ce type de roman dans la tradition inaugurée par Rabelais et Cervantès. Francisco de Quevedo y Villegas, avec Vida del buscón llamado don Pablos (en français : L'Histoire de Don Pablo de Ségovie), 1626) donnera à ce genre son expression la plus aboutie.
En France, au XVIIe siècle, le sous-genre picaresque fut cultivé par Charles Sorel, Paul Scarron, Antoine Furetière, Savinien de Cyrano de Bergerac, Jean de Lannel ; en Allemagne, par Hans Jakob Christoffel von Grimmelshausen. Près d'un siècle plus tard, le Français Alain-René Lesage reprend la tradition de Francisco de Quevedo avec l'Histoire de Gil Blas de Santillane (1715-1735). Le roman picaresque restera un modèle pour le roman ultérieur : Robinson Crusoé, Tom Jones, Till l'espiègle et Ferdinand Bardamu de Voyage au bout de la nuit.

## AuXVIIIesiècle
C'est au XVIIIe siècle que le roman prend sa forme et sa place modernes, au sens où l’on peut l’entendre depuis. Il se développe en Grande-Bretagne et s’exporte vers la France puis la Prusse. S’il reste en quête de légitimation et de définition, comme le montrent les nombreuses réflexions qu’il suscite à l’époque, il connaît en même temps un essor considérable et ses sujets se diversifient. Le roman épistolaire, le roman-mémoire, le roman libertin et le roman utopique rencontrent particulièrement le goût du temps.
Entre 1700 et 1800, il se crée et se publie en France 2 830 romans.

### Essor en Grande-Bretagne

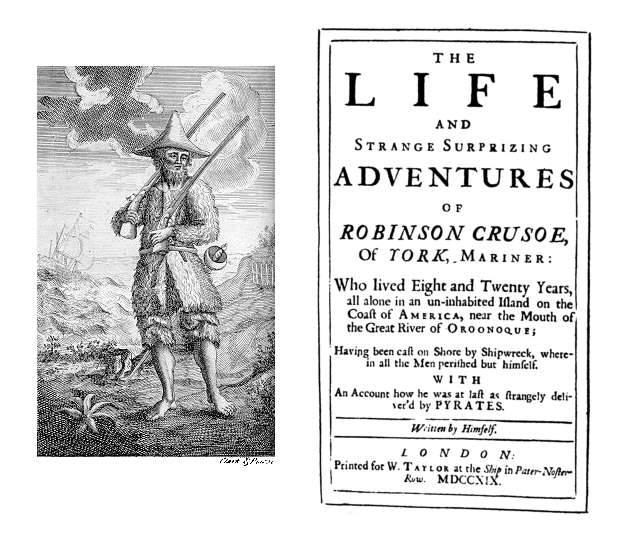
Page de titre de Robinson Crusoé, édition de 1719.

| Genre                          | Représentants                                                                 | Héritiers                                              |
| ------------------------------ | ----------------------------------------------------------------------------- | ------------------------------------------------------ |
| roman de mœurs                 | Samuel Richardson, Henry Fielding, Jane Austen                                | abbé Prévost et Marivaux                               |
| roman d'aventure et historique | Walter Scott, Daniel Defoe                                                    | Robinson Crusoé                                        |
| roman comique                  | Laurence Sterne, Tobias Smollett                                              | Diderot, Jean Paul                                     |
| roman gothique                 | Horace Walpole, Matthew Gregory Lewis, Ann Radcliffe, William Thomas Beckford | romantisme, fantastique, marquis de Sade, Jean Potocki |

### Roman épistolaire
Le roman épistolaire apparaît en France en 1721, avec les Lettres persanes de Montesquieu. Il explore surtout le thème de l’amour impossible.
- Nouvelle Héloïse, 1761, Jean-Jacques Rousseau
- Les Souffrances du jeune Werther, 1774, Goethe
- Les Liaisons dangereuses, 1782, Pierre Choderlos de Laclos
- La Religieuse, 1796, Diderot
- Ultime lettere di Jacopo Ortis, 1798, Foscolo

### Roman libertin
Le roman est une forme d’expression du libertinage intellectuel des siècles précédents tout en donnant au mot un sens nouveau. La liberté de pensée et d’action dérive, avec le roman, vers une dépravation morale, une quête égoïste du plaisir. La vie en société y est présentée comme un jeu de dupes, un jeu cynique avec ses codes et ses stratégies à apprendre ; la séduction y est un art complexe entrepris par défi, désir ou amour-propre ; la femme est identifiée comme une proie qui finit plus ou moins rapidement par céder au « chasseur ». Contrairement à la littérature clairement licencieuse, la forme du roman libertin est choisie, fine, raffinée et allusive.
- Les liaisons dangereuses de Choderlos de Laclos
- Les Égarements du cœur et de l'esprit de Crébillon fils
- Les Bijoux indiscrets de Denis Diderot
- Justine ou les Malheurs de la vertu du marquis de Sade
- Autres auteurs : Gervaise de Latouche, Boyer d'Argens, Fougeret de Monbron ou La Morlière.

### Roman philosophique
Le succès du roman en tant que genre favorise son utilisation pour la diffusion des idées philosophiques même si le conte (Candide de Voltaire) et le dialogue restent les formes privilégiées. Les auteurs anglais avaient ouvert cette voie avec les Voyages de Gulliver de Jonathan Swift ou Robinson Crusoé de Daniel Defoe.

## XIXesiècleou le roman roi

### Roman romantique
Contrairement à ce qui pourrait être pensé, ce genre fut assez peu pratiqué par les romantiques. Ainsi Byron, Schiller, Lamartine, Leopardi lui préfèrent le drame, la poésie, les mémoires ou le conte. Les romantiques sont toutefois les premiers à accorder une place au roman dans leurs théories esthétiques. Le roman romantique se caractérise par une rupture avec la séparation des styles en vigueur à la période classique, une exaltation des sentiments et une recherche du pittoresque. En Allemagne, les préromantiques et romantiques se sont surtout illustrés dans le bildungsroman ou roman de formation : Wilhelm Meister de Goethe (1796), Henri d'Ofterdingen de Novalis (inachevé, 1801). Par ailleurs, l'œuvre romanesque de Jean Paul et celle d'E. T. A. Hoffmann sont à la fois abondantes et irriguées par une puissante imagination. Mais elles conservent essentiellement l'esthétique romanesque hétéroclite du XVIIIe siècle (Laurence Sterne et le roman gothique).
En France, les auteurs préromantiques et romantiques se sont plus largement consacrés au roman : Madame de Staël, Chateaubriand, Alfred de Vigny (Stello, Servitude et grandeur militaires, Cinq-Mars), Prosper Mérimée (Chronique du règne de Charles IX, Carmen, La Double Méprise), Alfred de Musset (La Confession d'un enfant du siècle), Alexandre Dumas (Le Comte de Monte-Cristo) George Sand (Lélia, Indiana) ou encore Victor Hugo (Notre Dame de Paris). Toutefois l'inspiration romanesque de Victor Hugo, qui puise à la fois dans le réalisme historique et social et dans le roman populaire, est assez éloignée de l'esprit romantique. Dans un style proche de Hugo, citons aussi l'Italien Alessandro Manzoni (Les Fiancés, 1825-1827). L'œuvre de Stendhal enfin, marque la transition entre le romantisme et le réalisme.
En Grande-Bretagne, c'est avec les sœurs Brontë et Walter Scott que le roman romantique trouve son expression.

### Réalisme et naturalisme
Le roman réaliste se caractérise par la vraisemblance des intrigues, souvent inspirées de faits réels, ainsi que par la richesse des descriptions et de la psychologie des personnages. On y rencontre des personnages appartenant à toutes les classes de la société et à plusieurs générations successives dans une perspective souvent critique. Considéré comme le « créateur du roman moderne », Honoré de Balzac a conçu, dans La Comédie humaine, un monde romanesque à la fois cohérent et complet, avec quelques milliers de personnages, dont plusieurs centaines reparaissent dans divers romans. Ce cycle romanesque aura une influence considérable sur l'histoire du roman. Outre Balzac, on associe généralement à l'école réaliste française Flaubert, Maupassant, Mérimée et George Sand. Toutefois, ces auteurs ne se sont pas cantonnés au réalisme. Balzac a produit des récits d'inspiration fantastique et romantique, et à force de pousser la description des détails jusqu'à l'hyperbole, son réalisme débouche souvent sur une vision hallucinée. De même, Maupassant et Mérimée ont produit des nouvelles fantastiques et Flaubert a écrit un roman historique avec Salammbô. À la fin du XIXe, le réalisme évolue d'une part vers le naturalisme objectif d'un Zola et d'autre part vers le roman psychologique.

### Roman populaire
Avec la généralisation de l'alphabétisation, le goût de la lecture touche maintenant les couches populaires, notamment au travers des éditions bon marché distribuées par colportage et du roman feuilleton. Parmi les auteurs populaires du XIXe, Eugène Sue, George Sand, Alexandre Dumas, Paul Féval, Hector Malot, la Comtesse de Ségur et Paul de Kock. Le XIXe siècle voit aussi la naissance de deux genres romanesques populaires : le roman policier avec Wilkie Collins et Edgar Allan Poe, et le roman de science-fiction avec Jules Verne et Herbert George Wells.

### Roman satirique
La tradition satirique anglaise du XVIIIe siècle se perpétue avec des auteurs tels que Charles Dickens, William Makepeace Thackeray ou, en France, Octave Mirbeau. Tout en intégrant certains aspects du roman réaliste, notamment l'importance des descriptions et l'ambition de présenter une « vue en coupe » de toute la société, c'est un roman populaire et bourgeois. En Russie, le style satirique est illustré par Nicolas Gogol (Les Âmes mortes, 1840), et par certains des premiers romans de Fiodor Dostoïevski (Le Bourg de Stépantchikovo et sa population, 1859).

### Conquête du monde
Le roman moderne remplace peu à peu la poésie comme moyen d'expression privilégié de la conscience nationale des peuples qui accèdent à la modernité. Par exemple :
- Eugène Onéguine roman en vers d'Alexandre Pouchkine (Russie, 1823-1831)
- La Lettre écarlate de Nathaniel Hawthorne (États-Unis, 1850)
- Mémoires posthumes de Brás Cubas de Machado de Assis (Brésil, 1881)
- La mort et les jeunes filles d'Alexandre Papadiamándis (Grèce, 1903)
- Je suis un chat de Natsume Sôseki (Japon, 1905)

## Univers

### Roman psychologique
Vers la fin du XIXe siècle, de nombreux romanciers cherchent à élaborer une analyse psychologique des personnages : derniers romans de Maupassant, Romain Rolland, Paul Bourget, Colette, D.H. Lawrence. L'intrigue, les descriptions des lieux et, dans une moindre mesure, des milieux sociaux, passent au second plan. Henry James introduit un aspect supplémentaire qui deviendra central dans la suite de l'histoire du roman : le style devient le moyen privilégié de refléter l'univers psychologique des personnages. Le désir d'approcher au plus près la vie intérieure des personnages mènera notamment au développement de la technique du monologue intérieur : Les lauriers sont coupés, Édouard Dujardin (1887), Le sous-lieutenant Gustel, Arthur Schnitzler (1901), Les Vagues, Virginia Woolf (1931), et plusieurs chapitres d'Ulysse de James Joyce (1922). Néanmoins cette technique existait déjà dans de célèbres romans comme celui de Stendhal : Le Rouge et le Noir.
L'essor du roman psychologique reflète celui de la psychologie expérimentale (travaux de William James, frère de Henry, et de l'école viennoise), puis celui de la psychanalyse. L'intérêt des romanciers pour ces développements théoriques est illustré par exemple par le roman La conscience de Zeno d'Italo Svevo (1923). Le Dit du Genji au Japon du XIe siècle est considéré comme le premier roman psychologique.

### Roman viennois
Selon Éric Chevrel, le roman viennois « atteint son expression la plus caractéristique » dans les années 1930 avec L'homme sans qualités de Robert Musil et la trilogie Les somnambules de Hermann Broch. L'Escalier du Strudlhof (1951) et Les Démons (1956, mais premières esquisses vers 1930) de Heimito von Doderer cloront son évolution . Vienne au crépuscule (Der Weg ins Freie, 1908) d'Arthur Schnitzler et Andreas (dont la genèse remonte à 1907) de Hugo von Hofmannsthal font ici figure de précurseurs.
L'homme sans qualités de Robert Musil (publication de la première partie en 1930) et Les somnambules de Hermann Broch (1928-1931) ont l'ambition de représenter, à travers le destin de quelques personnages, l'évolution des valeurs de la société occidentale et la crise dans laquelle la jette l'entrée dans la modernité techno-industrielle. Ces deux romans intègrent de longs passages de réflexions et de commentaires philosophiques, qui ne sont plus de l'ordre de la digression mais participent du corps même de l'intrigue. Dans la troisième partie des Somnambules, Broch élargit encore l'horizon du roman par la juxtaposition de styles différents : narratif, réflexif, autobiographique.
On retrouve dans une certaine mesure la même ambition totalisante chez d'autres romanciers viennois de cette époque (Arthur Schnitzler, Heimito von Doderer, Joseph Roth) et plus généralement chez des auteurs de langue allemande tels que Thomas Mann, Alfred Döblin ou Elias Canetti (tout ce que Milan Kundera a appelé « le grand roman d'Europe centrale »). Enfin, cette conception du roman se retrouve également, dans une version moins analytique, chez des Français ; citons Roger Martin du Gard dans Les Thibault (1922-1929) et Jules Romains dans Les Hommes de bonne volonté (1932-1946) ou l'Américain John Dos Passos dans sa trilogie U.S.A. (1930-1936).

## Ère du soupçon

### Roman existentialiste
De forts liens ont existé entre la philosophie existentialiste et le roman. Søren Kierkegaard, généralement considéré comme le précurseur de cette philosophie, s'est beaucoup intéressé au roman (voir p.ex. Le Journal du Séducteur dans Ou bien… ou bien…). Selon lui, seul un récit subjectif peut rendre compte de ce qu'est réellement l'existence. De fait, on peut observer l'émergence dans les années 1930 de romans faisant écho aux concepts de la philosophie existentialiste. Ces romans se présentent souvent sous la forme d'un récit à la première personne, voire d'un journal. Les thèmes de la solitude, de l'angoisse, de la difficulté à communiquer et à trouver un sens à l'existence y sont importants. Souvent, on y trouve également une certaine critique de la modernité et de l'optimisme humaniste. Ces auteurs utilisent généralement un style « expressionniste » hérité de Dostoïevski.
C'est sans doute Jean-Paul Sartre qui illustre le plus clairement ce lien entre littérature et philosophie. Son premier roman, la Nausée, avait été conçu d'emblée comme une mise sous forme romanesque de concepts philosophiques. {Le romancier polonais Witold Gombrowicz, qui connaissait très bien la philosophie existentialiste, considérait également le roman comme un moyen de rendre concrète la réflexion philosophique. Dans le « courant » existentialiste, il fait exception par la légèreté et l'humour de ses romans. On pourra citer encore le cas d'Albert Camus, dont la philosophie, proche de l'existentialisme, a également nourri l'œuvre romanesque. D'une façon plus générale, on peut retrouver des similitudes entre la pensée existentialiste et les romans de Knut Hamsun, de Dino Buzzati, Cesare Pavese voire de Boris Vian. Enfin, le roman japonais d'après-guerre (Mishima, Kawabata, Kōbō Abe et plus encore Kenzaburō Ōe, jusqu'à aujourd'hui Haruki Murakami) développe souvent des thèmes proches de l'existentialisme.

### Imagination libérée
L'invraisemblable était un élément essentiel du roman à sa naissance, mais il fut peu à peu exclu de la littérature romanesque, à l'exception de la littérature de genre (fantastique, merveilleux). Au début du XXe siècle l'invraisemblable refait son apparition dans le roman ainsi que dans la nouvelle. Il s'agit généralement d'une imagination sombre ou grotesque. Ainsi Franz Kafka plonge ses personnages dans un univers de cauchemar où l'on peut être condamné pour une faute qu'on n'a pas commise (le Procès, publication posthume en 1925), ou encore nommé à une charge qui n'existe pas (le Château, publication posthume en 1926). L'influence de Kafka sera profonde sur tout le roman du XXe siècle, et suscitera chez de nombreux écrivains une plus grande liberté face aux canons du réalisme.
Parmi les nombreux romanciers qui ont participé à ce renouveau de la littérature d'imagination, Mikhaïl Boulgakov, Boris Vian, mais également la génération du boom de la littérature latino-américaine, qui publie ses œuvres principales dans les années 1960 et 1970 : Gabriel García Márquez, Alejo Carpentier, Julio Cortázar, Carlos Fuentes. Ce mélange de réalisme et d'éléments fantastiques est toujours très présent dans le roman d'aujourd'hui. Citons par exemple l'écrivain japonais Haruki Murakami, ou le groupe français de la Nouvelle fiction.

### Expérience totalitaire
La dimension tragique de l'histoire du XXe siècle s'est trouvée largement reflétée par la littérature de l'époque. Les récits ou témoignages de combattants des deux guerres mondiales, d'anciens déportés ou de rescapés de génocides traduisent tout d'abord une volonté de partager une expérience tragique et de l'inscrire dans la mémoire de l'humanité. Cependant la recherche d'une forme esthétique spécifique pour ces récits est tout à fait significative. Ceci n'a pas été sans conséquence sur la forme romanesque. On voit ainsi apparaître des récits non-fictionnels mais utilisant la technique et le format du roman. Citons par exemple Si c'est un homme (Primo Levi, 1947), la Nuit (Elie Wiesel, 1958) l'Espèce humaine (Robert Antelme, 1947), Être sans destin (Imre Kertész, 1975). Ces récits auront à leur tour une influence sur la littérature romanesque, pour des auteurs tels que Georges Perec ou Marguerite Duras.
Du fait de la censure, le recours à la fiction dans la dénonciation des crimes de la terreur soviétique est plus systématique. Des romans tels que une journée d'Ivan Denissovitch d'Alexandre Soljenitsyne (1962), un Tombeau pour Boris Davidovitch de Danilo Kis (1976), ou encore La Plaisanterie de Milan Kundera (1967) ont été pour beaucoup dans la prise de conscience des méfaits du totalitarisme soviétique. Plus spécifiquement, c'est la destruction de la sphère de la vie privée, lieu par excellence du roman, qui est dénoncée dans ces œuvres. Enfin, on assiste au développement au XXe siècle d'un nouveau genre de roman, la dystopie ou anti-utopie. Ces romans, dont la dimension politique est essentielle, décrivent un monde livré à l'arbitraire de la dictature. Ce genre a connu un succès spectaculaire notamment en Europe centrale et en Russie. Les plus célèbres sont le Procès de Franz Kafka, 1984 et La Ferme des animaux de George Orwell, le Meilleur des mondes d'Aldous Huxley, et Nous autres d'Ievgueni Zamiatine. Ces romans anticipent parfois de façon saisissante les dérives totalitaires du XXe siècle.

### Roman lettriste
Cette section ne s'appuie pas, ou pas assez, sur des sources secondaires ou tertiaires indépendantes du sujet. Le texte peut contenir des analyses inexactes ou inédites de sources primaires.
Pour l'améliorer, ajoutez-en, ou placez des modèles {{Source secondaire souhaitée}} ou {{Source secondaire nécessaire}} sur les passages mal sourcés. (février 2025)
Dans son optique de bouleversement culturel, Isidore Isou, le fondateur du lettrisme, propose en 1950 de rénover le roman comme il a eu l'ambition de le faire avec la poésie et la musique. Pour lui, le renouveau romanesque va de pair avec le renouveau des arts plastiques. En effet, il considère qu'après l'anéantissement de la représentation figurative perpétré par le dadaïsme et l'art abstrait, ainsi que l'épuisement de la prose « alphabétique » par le roman Finnegans Wake de James Joyce, la seule façon d'apporter de l'inédit dans ces deux arts est de partir sur une nouvelle structure formelle : l'hypergraphie (d'abord nommé « métagraphie »), qui se fonde sur l'agencement de l'intégralité des signes de la communication visuelle.

Le « roman hypergraphique » devait également s'enrichir de la graphologie, de la calligraphie, de tous les genres d'énigmes visuels et des rébus, comme il devait s'annexer, en 1952, avec Amos ou introduction à la métagraphologie, la photographie, les différentes possibilités de l'impression superposée, la reproduction sonore, le cinéma, l'architecture, pour intégrer l'ensemble des matières symboliques de la vie, toutes les philosophies et sciences du signe, depuis la linguistique et la grammaire, jusqu'aux techniques d'imprimerie, en passant par les mathématiques. Isou proposera, dans la phase destructive du roman « hypergraphique », le « roman blanc » avec La loi des purs (1963), un roman uniquement constitué de pages blanches (précédé toutefois d'un manifeste qui explique les raisons de cet ultime anéantissement). Le roman « hypergraphique » est « dépassé », en 1956, par le « roman infinitésimal », constitué de n'importe quel support servant de tremplin mental au lecteur, invité à imaginer des infinités de narrations inexistantes ou inconcevables. Par la suite, en 1960, le « roman super-temporel » proposait des cadres vides ouverts à la participation active et infinie des lecteurs qui pouvaient remplir, à leur guise, quantités de supports vierges, comme autant d'éléments constitutifs d'une prose perpétuellement changeante et interactive.
À la suite d'Isidore Isou, de nombreux lettristes vont s'essayer à ces nouvelles formes romanesques[réf. nécessaire], notamment Maurice Lemaître et Gabriel Pomerand qui publient respectivement, en 1950, Canailles, Saint-Ghetto-des-Prêts, Alain Satié avec son Écrit en prose ou l’œuvre hypergraphique en 1971, trois exemples de proses hypergraphiques, Roland Sabatier qui publie, en 1963, Manipulitude, défini comme un roman hypergraphique super-temporel, ou encore Anne-Catherine Caron qui publie en 1978 Roman à Equarrir, un roman hypergraphique épuré et hermétique que l'on peut qualifier d'anti-roman tant la trame narrative est absente et les codes romanesques remis en question ou tournés en dérision.

### Nouveau roman
Les premiers romans publiés en 1950 par les Éditions de Minuit ont d'emblée marqué une rupture assez profonde avec certains traits du roman traditionnel, tels que la caractérisation des personnages, le respect de la chronologie, voire la cohérence logique du texte. Par ailleurs ces romans sont fréquemment réflexifs, en ce sens qu'ils mettent en scène l'aventure de l'écriture (ou de la lecture) aussi bien que l'intrigue romanesque. Le Nouveau Roman est d'ailleurs indissolublement lié à l'effervescence théorique de l'époque avec Jean Ricardou qui se manifeste autour de la revue Tel Quel ou des colloques de Cerisy. Il serait cependant faux de concevoir le Nouveau Roman comme une école littéraire unifiée par une esthétique commune, à l'image du romantisme ou du surréalisme. Il y a en effet peu de ressemblance entre les parodies d'un Alain Robbe-Grillet et les épopées tragiques d'un Claude Simon, ou entre l'impressionnisme psychologique d'une Nathalie Sarraute et l'ironie caustique d'un Robert Pinget. Enfin, on doit signaler l'énorme influence de l'œuvre de Samuel Beckett, en marge du Nouveau Roman.
Il n'en reste pas moins que cette période est probablement celle où, dans toute son histoire, la forme romanesque a été le plus renouvelée. Si le Nouveau Roman apparaît comme un mouvement proprement français, on peut toutefois le rapprocher des expérimentations des romanciers américains de la Beat Generation, et plus particulièrement de William Burroughs. Enfin B.S. Johnson ou Ann Quin en Angleterre, Carlo Cassola en Italie, Max Frisch en Suisse ont été inspirés par le Nouveau Roman.

## Temps modernes
La place du roman dans les pratiques culturelles change profondément. Concurrencé par la radio, la bande dessinée, le cinéma, la télévision et internet, il perd son statut de reflet privilégié de l'époque. Les romans se font plus courts, reflétant la diminution du temps consacré à la lecture et la difficulté à vivre de l'écriture qu'éprouvent les écrivains lorsqu'ils ne publient pas très régulièrement. L'offre se diversifie avec la multiplication de petites maisons d'éditions. Enfin, un marché littéraire mondial dominé par la production anglo-saxonne se met en place.

### Moralisme anglo-saxon
Le roman anglo-saxon développe une critique de la société moderne, notamment par le rejet du nihilisme et du matérialisme. Il reste fidèle au style polyphonique et réaliste balzacien, mais avec plus de liberté dans la narration. On peut citer, parmi les grands noms : Philip Roth, J.M. Coetzee, Saul Bellow, et l'inspiration de Milan Kundera. Plus jeunes : Rick Moody, Jonathan Franzen, William Vollmann, Bret Easton Ellis. On peut ajouter l'Anglais James Graham Ballard, les Français Michel Houellebecq, Virginie Despentes.

### Roman culte ou générationnel
On entend par « roman culte » le roman qui fédère un groupe de lecteurs plus ou moins vaste et qui prend une dimension générationnelle. Parmi les exemples les plus souvent cités on compte entre autres : l'Attrape-Cœurs de J. D. Salinger, Bonjour tristesse de Françoise Sagan, Junkie de William S. Burroughs, Last Exit to Brooklyn de Hubert Selby Jr, Sur la route de Jack Kerouac, Bandini de John Fante, Moins que zéro de Bret Easton Ellis, Journal d'un oiseau de nuit de Jay McInerney, Generation X de Douglas Coupland, Fight Club de Chuck Palahniuk, Le Vieillard et l'Enfant de François Augiéras, etc.

### Terrain de jeu
- Dès le début du XXe, en réaction au sérieux du roman, romans parodiques ou ludiques : Alfred Jarry, Raymond Roussel, Ronald Firbank, Victor Chklovski.
- exercices de style : Raymond Queneau et l'OULIPO. Georges Perec, Italo Calvino, Harry Mathews
- roman postmoderne : Flann O'Brien, John Fowles, Vladimir Nabokov, Jean Echenoz, Jean-Philippe Toussaint, Christian Oster, Éric Laurrent, Marie NDiaye, François Bon, etc.
- la nouvelle fiction : La nouvelle fiction est un courant littéraire présenté dans l'essai fondateur du critique Jean-Luc Moreau, La Nouvelle Fiction, publié en 1992 aux éditions Critérion. Les romanciers francophones que l'on rattache généralement à ce mouvement littéraire sont Frédérick Tristan (prix Goncourt 1983), Georges-Olivier Châteaureynaud (prix Renaudot 1982), Hubert Haddad, Marc Petit, Patrick Carré, Jean Levi, François Coupry, Francis Berthelot, Jean-Claude Bologne et Sylvain Jouty.

### Espace de la page
Regain d'intérêt pour l'exploration des possibilités typographiques (héritage de Laurence Sterne, mais aussi de la poésie). William Gass, Raymond Federman, les Français Maurice Roche et, plus récemment, Olivier Cadiot, Mark Z. Danielewski et Alexandre Jardin.

### Romans hybrides
Hybridation du roman avec l'essai, le journal littéraire (Pascal Quignard, Miklos Szentkuthy), le journal intime (Hervé Guibert et l'autofiction), le reportage ou encore le récit historique ou biographique. L'œuvre de W. G. Sebald est caractéristique à cet égard : elle mélange l'autobiographie, l'essai historique ou littéraire, le reportage photographique et la fiction.

### Langue orale
Le roman a toujours fait fonctionner la dialectique entre la langue écrite (littéraire) et la langue orale (voir les travaux de Bakthine sur ce sujet). Mais depuis une dizaine d'années, cette dimension de l'art romanesque est devenue centrale. L'œuvre de l'Autrichien Thomas Bernhard exerce une très grande influence sur la littérature mondiale. Exemples : Jonathan Safran Foer, Roddy Doyle, ou les auteurs français Lydie Salvayre, Emmanuel Adely, Véronique Bizot ou Laurent Mauvignier.

### Roman interactif
Les livres-jeu, les romans interactifs, prennent en compte les décisions du lecteur. Le premier livre célèbre du genre est Le Sorcier de la Montagne de feu de Steve Jackson et Ian Livingstone.

## Avenir
Plusieurs raisons peuvent être avancées :
- des formes concurrentes d’histoires et de narrations particulièrement efficaces se sont développées, à commencer par les séries ;
- les efforts nécessaires au lecteur pour adhérer à la fiction d’un livre sont moins faciles à consentir compte tenu de l’effondrement du temps d’attention ;
- les lecteurs sont avides de la « vraie vie » de l'auteur car le coût de la lecture semble avoir beaucoup augmenté avec le « coefficient de fiction », comme si la suspension d'incrédulité était plus difficile à obtenir qu'avant.
- les livres qui se vendent le plus sont ceux qui font l'objet d'une mise en avant dans les médias de masse, à la radio et à la télévision : l'autofiction et les témoignages, genres dans lesquels l'auteur ou l'autrice interrogés est aussi le personnage central du livre, se prête particulièrement bien à ces exercices de mise en lumière médiatiques.

Eu égard à cette désaffection, il ne peut être exclu que le roman ait connu, comme forme dominante d'expression littéraire, son âge d'or et qu'il soit désormais sur le déclin.
Il s'agit cependant d'une affirmation à nuancer, à plus forte raison si l'on se penche sur des genres populaires tels que la Science-fiction ou la Fantasy, et qui continuent d'attirer les lecteurs et le public. L'engouement pour ces œuvres romanesques, comme Game of Thrones, est incontestable,. Ces romans best-seller finissent souvent adaptés à l'écran, comme c'est le cas de The Expanse ou The Witcher. Ainsi, les romans portés au cinéma ou en série voient leurs ventes augmenter de façon très significative. Le roman policier connaît également, lui aussi, un succès croissant.

## Types d'écriture
- le roman historique, quand l'auteur rapporte l'histoire d'événements vécus (contexte réel) et partiellement fictifs (personnage fictif et réel dans des situations imaginées par l'auteur). (Mémoires de Mike Mc Quay)
- la biographie romancée, quand l'auteur raconte la vie d'un personnage ayant existé, mais où des événements réels sont mis en reliefs par une reconstitution sous forme de récit partiellement fictif (Napoléon de Max Gallo).
- l'autobiographie romancée, quand l'auteur parle de son vécu, avec une touche de fiction. (Les Confessions de Jean-Jacques Rousseau)
- l'autofiction, quand l'auteur est le narrateur et raconte des faits majoritairement non réels ou romancés à l'excès, plus « librement inspirés ». (Catherine Millet)
- la fiction, quand le narrateur est dissocié de l'auteur. Le narrateur peut s'exprimer à la première personne (l'Étranger d'Albert Camus), à la deuxième personne (La Modification de Michel Butor), à la troisième personne (Aurélien d'Aragon).
- le roman court ou la novella, quand l'auteur fait un roman, habituellement court, où tous les événements sont reliés à un seul événement principal (contrairement au roman général où se vivent différents événements avec ou sans lien). (Complots à la cour des papes de Hans-Jürgen Greif).

#### Ouvrages généraux
- Mikhaïl Bakhtine, Esthétique et théorie du roman, Moscou, 1975 ; traduit du russe par Daria Olivier, Gallimard, 1978.
- Philippe Chardin, Le roman de la conscience malheureuse, Genève, Droz, 1982.
- Pierre Chartier, Introduction aux grandes théories du roman (ISBN 2-10-003245-3)
- Docteur Serge-René Fuchet, Le Genre romanesque moderne, Fréjus, Éditions collections de mémoire, 2018.
- René Girard, Mensonge romantique et Vérité romanesque, Grasset, 1961.
- Milan Kundera, L'Art du roman (ISBN 2-07-032801-5), Les testaments trahis (ISBN 2-07-075871-0)
- Jacques Laurent, Roman du roman, Gallimard, 1980.
- Vincent Message, Romanciers pluralistes, Seuil, 2013.
- Chef Jean-Luc Moreau, La Nouvelle Fiction, Paris, Criterion, 1997.
- Michel Raimond, Le Roman, Armand Colin, 2002.
- Marthe Robert, Roman des origines, origine du roman (ISBN 2-85181-191-6)
- Alain Robbe-Grillet, Pour un Nouveau Roman, 1963.
- Nathalie Sarraute, L'Ère du soupçon, 1956.
- Frédérick Tristan, Fiction, ma liberté, Paris, Rocher, 1999.
- Pierre Vinclair, De l'épopée et du roman, Presses Universitaires de Rennes, 2015.

#### Ouvrages spécialisés
- Frédéric Acquaviva, Isidore Isou, Hypergraphic Novels 1950-1984 (english langage), Romanian Cultural Institute, Stockholm, 2012
- Bertrand Legendre et Corinne Abensour, Entrer en littérature, Paris, Arkhê, 2011 (lire en ligne)
- Charles Baudelaire, L’Art romantique, Paris, Michel Lévy, 1869 (réimpr. 1962), 442 p. (lire en ligne)
- Emmanuelle Baumgartner, Histoire de la littérature française : Moyen Âge (1050-1486), Paris, Bordas, 1987.
- Anne-Catherine Caron, « Narration et prose dans le lettrisme », in Lettrisme, vue d'ensemble sur quelques dépassements précis, Toulon, éd. Villa Tamaris/La Nerthe, 2010.

- Docteur Serge-René Fuchet, Lieux et personnages romanesques au XVIIIe Siècle, Paris, Nouvelles Éditions de l'Université, 2010.
- Frank Greiner, Les Amours romanesques de la fin des guerres de Religion au temps de L'Astrée (1585-1628), Paris, H. Champion, 2008.
- Isidore Isou, Les Journaux des Dieux précédé de Essai sur la définition, l'évolution et le bouleversement total de la prose et du roman, Paris, Aux Escaliers de Lausanne, 1950.
- Maurice Lemaître, Canailles in UR no 1, 1950 / réédition augmentée Centre de Créativité, 1964 (Tome I) et 1968 (Tome II)
- Gaëtan Picon, « Le roman et la prose lyrique au XIXe siècle », dans Histoire des littératures, t. 3, Paris, Gallimard, coll. « Encyclopédie de la Pléiade », 1958
- Gabriel Pomerand, Saint Ghetto des Prêts, OLB, 1950
- Alain Satié, Écrit en prose ou l'œuvre hypergraphique Éditions Psi, 1971. En langue anglaise : Written in prose, Asemic éditions, Kent Town, Australie, 2010
- M. Stanesco et Michel Zink, Histoire européenne du roman médiéval. Esquisse et perspectives, Paris, PUF, « Écriture », 1992.
- Maurice Wilmotte, Origines du roman en France. L'évolution du sentiment romanesque jusqu'en 1240, Paris, Boivin
- Elisabeth Zawisza, L'âge d'or du péritexte : Titres et préfaces dans les romans du XVIIIe siècle, Paris, Hermann, 2013, 362 p.
- Bernard Urbani et Jean-Claude Ternaux (dir.), Le Théâtre des romanciers (XIXe – XXIe siècles). Adaptations et réécritures, expérimentations et contestation. Actes du colloque organisé les 12 et 13 octobre 2017 à l'Université d'Avignon, Théâtres du Monde. Cahier hors-série - 2018, (ISSN 1162-7638)

#### Sous-genres
- Littérature
- Nouveau roman
- Roman à clef
- Roman à thèse
- Roman animalier
- Roman autobiographique
- Roman burlesque
- Roman chevaleresque
- Roman courtois
- Roman d'amour
- Roman d'anticipation
- Roman d'apprentissage
- Roman d'aventures
- Roman d'espionnage
- Roman de chevalerie
- Roman de mœurs
- Roman épistolaire
- Roman-feuilleton
- Roman-fleuve
- Roman gothique
- Roman graphique
- Roman grec
- Roman historique
- Roman libertin
- Roman-mémoires
- Roman noir
- Roman pastoral
- Roman philosophique
- Roman-photo
- Roman picaresque
- Roman policier
- Roman populaire
- Roman psychologique
- Roman romantique
- Roman social

#### Genres apparentés
- Épopée
- Conte
- Micronouvelle (ou microroman)
- Nouvelle
- Récit
- Romance (genre littéraire), Sous-genres de la romance